# Tamengos, Aguim e Óis do Bairro
Tamengos, Aguim e Óis do Bairro (oficialmente: União das Freguesias de Tamengos, Aguim e Óis do Bairro) é uma freguesia portuguesa do município de Anadia, com 17,4 km² de área e 3252 habitantes (censo de 2021). A sua densidade populacional é 186,9 hab./km².

## História
Foi constituída em 2013, no âmbito de uma reforma administrativa nacional, pela agregação das antigas freguesias de Tamengos, Aguim e Óis do Bairro com sede em Tamengos.

## Demografia
A população registada nos censos foi:
| Distribuição da População por Grupos Etários | Distribuição da População por Grupos Etários | Distribuição da População por Grupos Etários | Distribuição da População por Grupos Etários | Distribuição da População por Grupos Etários | Distribuição da População por Grupos Etários |
| -------------------------------------------- | -------------------------------------------- | -------------------------------------------- | -------------------------------------------- | -------------------------------------------- | -------------------------------------------- |
| Antes da agregação                           |                                              |                                              |                                              |                                              |                                              |
| Ano                                          | 0-14 anos                                    | 15-24 anos                                   | 25-64 anos                                   | >= 65 anos                                   | Total                                        |
| 2001                                         | 462                                          | 446                                          | 1791                                         | 668                                          | 3367                                         |
| 2011                                         | 407                                          | 307                                          | 1779                                         | 771                                          | 3264                                         |
| Após a agregação                             |                                              |                                              |                                              |                                              |                                              |
| Ano                                          | 0-14 anos                                    | 15-24 anos                                   | 25-64 anos                                   | >= 65 anos                                   | Total                                        |
| 2021                                         | 368                                          | 264                                          | 1700                                         | 920                                          | 3252                                         |